# Saison 3 de Flynn Carson et les Nouveaux Aventuriers
 (mars 2018).
Si vous disposez d'ouvrages ou d'articles de référence ou si vous connaissez des sites web de qualité traitant du thème abordé ici, merci de compléter l'article en donnant les références utiles à sa vérifiabilité et en les liant à la section « Notes et références ».
Chronologie
Saison 2 Saison 4
Cet article présente les dix épisodes de la troisième saison de la série télévisée américaine Flynn Carson et les Nouveaux Aventuriers (The Librarians).

## Synopsis
La série suit les aventures d'une équipe de potentiels "Bibliothécaire" choisis par la "Bibliothèque". Flynn Carson, l'actuel bibliothécaire doit résoudre des mystères impossibles, retrouver des artefacts très puissants et affronter des forces surnaturelles dont celle de la  Fraternité du Serpent, leur principal ennemi. L'équipe est composée de Jacob Stone, un génie en histoire et architecture ; Cassandra Cillian, une mathématicienne dotée d'une mémoire photographique et cependant atteinte d'une tumeur au cerveau ; Ezekiel Jones, un voleur et spécialiste en technologie et de leur gardien, Eve Baird, une ex-militaire de l'OTAN.

## Généralités
- Aux États-Unis, la saison est diffusée du 20 novembre 2016 au 22 janvier 2017 sur TNT.
- En France, la saison a été diffusée du 14 janvier 2017 au 11 février 2017 sur Syfy puis sur France 4 en juillet/août 2018

## Distribution

### Acteurs principaux
- Rebecca Romijn (VF : Laura Blanc) : Eve Baird
- Christian Kane (VF : Mathias Kozlowski) : Jacob « Jake » Stone
- Lindy Booth (VF : Adeline Moreau) : Cassandra Cillian
- John Kim (VF : Maxime Baudouin) : Ezekiel Jones
- John Larroquette (VF : Philippe Ogouz) : Jenkins